# Gewone hertenzwam
De gewone hertenzwam (Pluteus cervinus)  is een schimmel die behoort tot de familie Pluteaceae. Hij leeft saprotroof op stammen, takken, stronken en ondergronds hout van veel soorten loofbomen in allerlei bossen op zure tot basische bodems, bewerkt hout of balen stro.

## Kenmerken

### Uiterlijke kenmerken
Hoed
De hoed heeft een diameter van 4 tot 15 cm. Het is aanvankelijk conisch-klokvormig en vaak gerimpeld op deze leeftijd. Naarmate de schimmel ouder wordt, verandert de vorm van de hoed in koepelvormig om zich hierna uit te spreiden, meestal met een platte bult (umbo). Het hoedoppervlak is glad tot ingegroeid met radiale vezels, soms ook wat schilferig in het midden van de hoed. De hoed is zelden zuiver wit (albinotische vormen), maar meestal middelbruin gekleurd, meer zelden met bruinoranje tinten of ook grijsbruin. 
Lamellen
De ronde lamellen zijn smal bevestigd of vrij en opeengepakt. Ze zijn aanvankelijk witachtig en veranderen later van kleur naar zalmroze tot roodachtig, hun snijkant is fijn getand. 
Steel
De breekbare steel van de paddenstoel is vezelig, loopt soms taps toe en is 5 tot 12 cm lang en 0,7 tot 2 cm dik. Hij heeft grijsbruine tot donkerbruine lengtevezels die ook kunnen worden samengevoegd tot kleine schubben, maar de steel is zelden glad. 
Geur
De geur van het zachte en witte vlees doet denken aan aardappelkelders of radijsjes. 
Smaak
De smaak is eerst mild en daarna licht bitter. 
Sporenprint
De sporenprint is grijsroze van kleur.

### Microscopische kenmerken
De gewone hertenzwam heeft breed elliptische tot elliptische, soms mediaal ingesnoerde, maar soms ook subglobose, gladde, enigszins dikwandige, inamyloïde sporen die ongeveer 6,5-8,5 µm lang en (4,5)5,0-7,0 µm breed zijn. De basidia zijn cilindrisch tot bolvormig, meestal 4-sporig zonder basale gespen. Ze zijn 25-38 µm lang en 11-27 µm breed. De peervormige cheilocystidia hebben een grootte van 25–47 × 11–27 µm. De dikwandige pleurocystidia meten 60–85 × 13–21 µm en hebben meestal drie haken aan de punt, waarvan de haken niet dicht gevorkt zijn. De bovenste laag van de cuticula bestaat uit evenwijdige lichtbruin gepigmenteerde hyfen van 5 tot 10 µm breed, met prominente hyfenuiteinden van 100 tot 250 µm lang en 8 tot 30 µm dik. Gespen zijn volledig afwezig in de bovenste laag van de hoed. Dan komen ze slechts zeer sporadisch voor op bijzonder dunne hyfen van de lamellaire trama en aan de basis van basidia en cystidia.

## Habitat
Pluteus cervinus is een saprobe houtbewoner die slechts zeer zelden op naaldhout wordt aangetroffen. Als ondergrond geeft hij de voorkeur aan esdoorn-, berken-, beuken- en eikenhout. Zelden komt hij voor op naaldhout, en dan vooral den (Pinus). Het koloniseert rotte stronken, stronken, gekapte boomstammen, dikkere takken en blootliggende wortels in de laatste en late optimale fase van verval. Wanneer begraven of met aarde bedekte takken worden gekoloniseerd, is het vaak niet direct mogelijk te concluderen dat er sprake is van een houtrotte schimmel. Vruchtlichamen "boren" vervolgens spiraalvormig naar de oppervlakte. 
De gewone hertenzwam komt in Centraal-Europa voor in alle bostypen en ook in bossen, plantages en parken als er geschikt substraat beschikbaar is. Er is geen voorkeur voor bepaalde grondsoorten. Ook rottende hopen stro buiten gesloten bossen kunnen worden gekoloniseerd. De vruchtlichamen verschijnen afzonderlijk tot in groepen op het substraat, soms bijna in clusters, de belangrijkste vruchtvorming vindt plaats in Midden-Europa van eind april tot eind november, vroege of uitstekende exemplaren worden ook in de wintermaanden gevonden.

## Verspreiding
Hij komt voor in Eurazië en Noord-Amerika. De oostelijke grens van het Euraziatische gebied wordt bereikt in centraal Siberië (regio rond Novosibirsk). Of de gewone hertenzwam wordt vervangen door Pluteus rangifer in Fennoscandinavië of dat beide ook samen voorkomen, moet nog worden opgehelderd. 
In Nederland en België komt hij zeer algemeen voor. Hij staat niet op de rode lijst en is niet bedreigd.

## Foto's

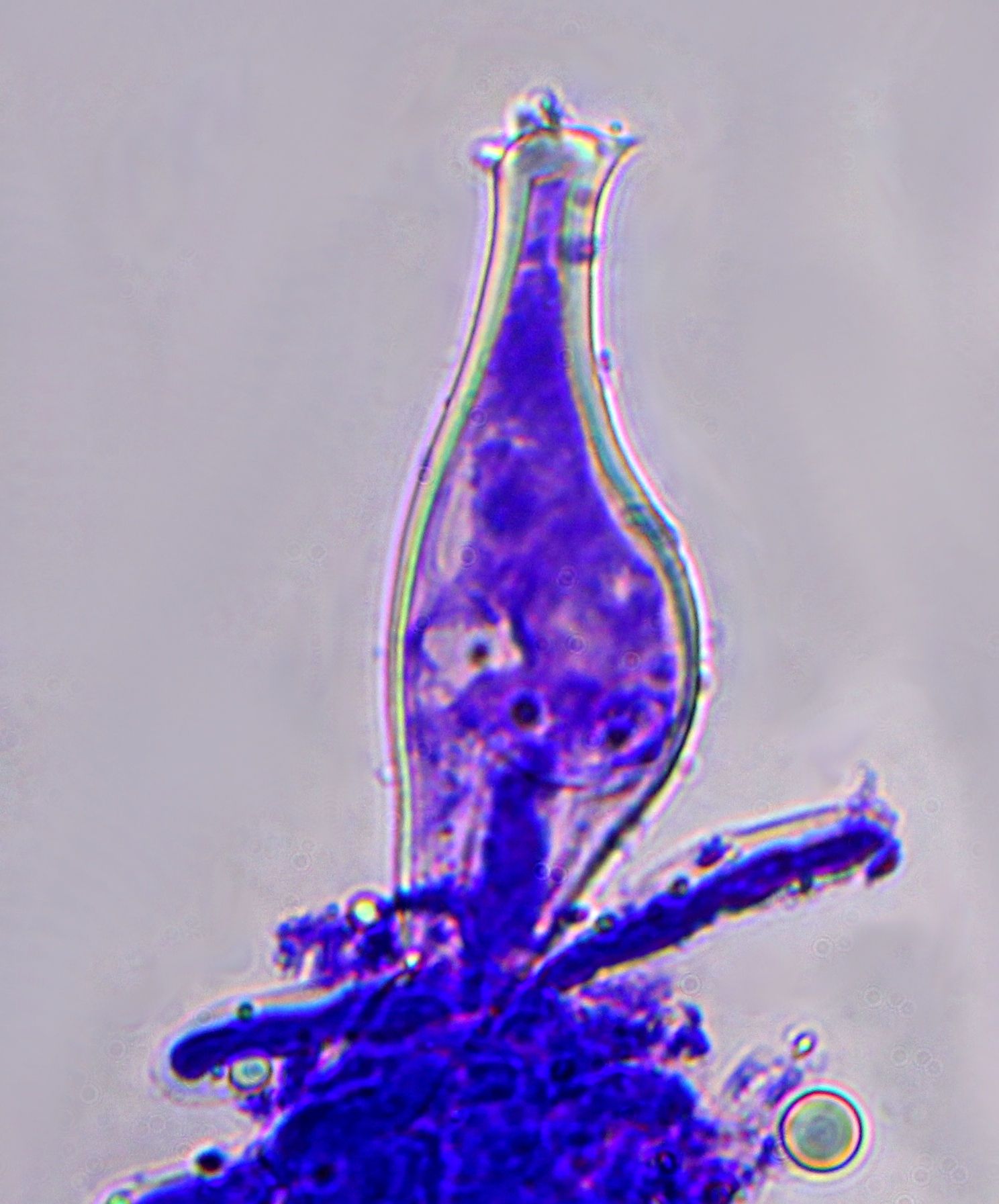
Lamellaire cystidia
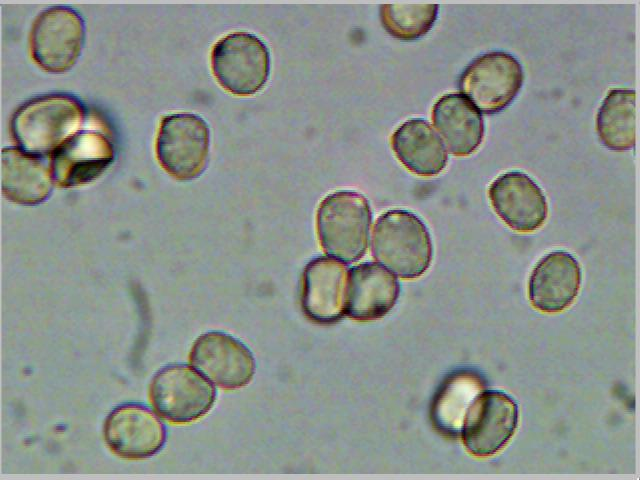
Sporen
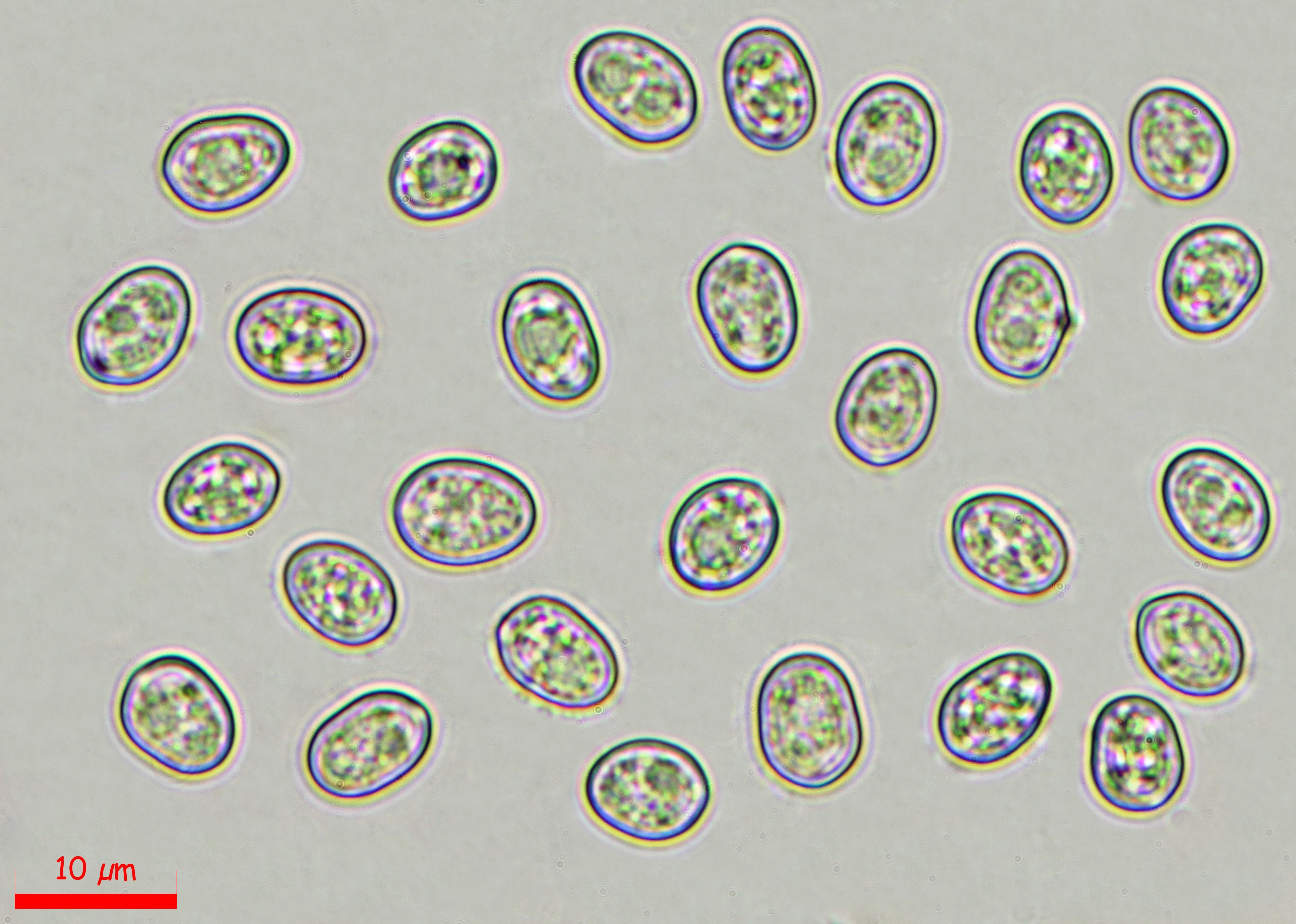
Sporen